# Kim Manners
Pour les articles homonymes, voir Manners.
Kim Manners, né le 13 janvier 1951 et mort le 25 janvier 2009 à Los Angeles, est un réalisateur et producteur de télévision américain.

## Biographie
Kim est le fils du producteur Sam Manners. Il côtoie les plateaux de télévision depuis l'enfance et apparaît dans un spot publicitaire à l'âge de trois ans. C'est en voyant William Beaudine diriger un épisode de Rintintin qu'il a envie de devenir réalisateur. Il travaille d'abord comme directeur de production et assistant réalisateur avant de devenir réalisateur, faisant ses débuts sur un épisode de Drôles de dames. Il travaille ensuite pour le compte de Stephen J. Cannell Productions sur plusieurs séries, telles que  Le Juge et le Pilote et 21 Jump Street, puis quitte cette compagnie en 1993 pour travailler sur la série Brisco County.
À l'initiative des scénaristes Glen Morgan et James Wong, qu'il a rencontré sur 21 Jump Street, il rejoint ensuite la série X-Files à l'occasion de l'épisode La Main de l'enfer (1995). Il devient le réalisateur le plus prolifique de la série avec 52 épisodes dirigés dont certains « classiques » de la série comme Faux frères siamois, La Meute et Lundi.
Il fait ensuite partie de l'équipe de production de la série Supernatural, dont il réalise 17 épisodes au cours des quatre premières saisons.
Il meurt d'un cancer du poumon en 2009. Des hommages lui sont rendus au générique de fin de l'épisode 15 de la saison 4 de Supernatural et de l'épisode 5 de la saison 2 de la série Breaking Bad, créée par Vince Gilligan avec qui il avait longtemps travaillé sur X-Files, ainsi que dans l'épisode 3 de la saison 10 de X-Files, où une pierre tombale porte son nom avec l'épitaphe « Let's Kick It In The Ass ».

## Filmographie

### Réalisateur
- 1979-1981 : Drôles de dames (Charlie's Angels) (8 épisodes)
- 1983-1984 : Automan (4 épisodes)
- 1983-1985 : Matt Houston (10 épisodes)
- 1984-1986 : Simon et Simon (5 épisodes)
- 1985-1986: Le Juge et le Pilote (Hardcastle and McCormick) (6 épisodes)
- 1986-1987 : Rick Hunter (2 épisodes)
- 1987-1990 : 21 Jump Street (12 épisodes)
- 1988 : Star Trek : La Nouvelle Génération (1 épisode)
- 1988 : Mission impossible, 20 ans après (2 épisodes)
- 1989 : Alerte à Malibu (Baywatch) (2 épisodes)
- 1989-1990 : Booker (2 épisodes)
- 1991-1994 : L'As de la crime (7 épisodes)
- 1993-1994 : Brisco County (7 épisodes)
- 1994-1997 : M.A.N.T.I.S. (3 épisodes)
- 1995-2002 : X-Files (52 épisodes)
- 2000 : Harsh Realm (1 épisode)
- 2005 : Empire (2 épisodes)
- 2005 : Over There (1 épisode)
- 2005-2008 : Supernatural (17 épisodes)